# 인터넷 감시 재단
인터넷 감시 재단(IWF, Internet Watch Foundation)은 영국 케임브리지에 본사를 둔 등록된 자선 단체이다. 이 보고서는 "온라인 성적 학대 콘텐츠, 특히 세계 어디에서나 호스팅되는 아동 성적 학대 이미지와 비디오, 영국에서 호스팅되는 사진이 아닌 아동 성적 학대 이미지의 가용성을 최소화하는 것"을 임무로 명시하고 있다. 인종적 증오를 선동하는 콘텐츠는 2011년 4월 해당 목적을 위해 경찰 웹사이트가 설치된 후 IWF의 소관에서 삭제되었다. IWF는 또한 영국에서 호스팅되는 범죄적으로 음란한 성인 콘텐츠에 대한 신고를 접수하곤 했다. 이는 2017년에 IWF의 소관에서 삭제되었다. IWF는 기능의 일환으로 "아동 성적 학대 콘텐츠를 차단할 수 있도록 파트너에게 정확하고 최신 URL 목록을 제공할 것"이라고 밝혔다. 대중으로부터 보고를 받을 수 있는 "훌륭하고 반응이 빠른 전국 핫라인 보고 서비스"를 갖추고 있다. 에이전트는 대중의 추천을 받는 것 외에도 오픈 웹과 딥 웹을 적극적으로 검색하여 아동 성적 학대 이미지와 비디오를 식별한다. 그런 다음 서비스 제공업체에 이미지가 포함된 웹사이트를 삭제하거나 영국 관할권 밖에 있는 경우 해당 웹사이트를 차단하도록 요청할 수 있다.
공개 웹에서 발견되면 콘텐츠가 호스팅되는 위치(지리적)를 추적하고 호스팅 회사에 직접 이미지를 제거하라는 통지를 보내거나(영국에서 호스팅되는 경우) 전 세계 핫라인 및 경찰 네트워크와 협력한다. 자국의 이미지 삭제 절차를 따르는 사람 IWF가 발견한 모든 아동 성적 학대 이미지의 99% 이상이 영국 외부에서 호스팅된다. 이 경우 이미지 제거 작업이 진행되는 동안 IWF는 파트너가 콘텐츠를 차단할 수 있도록 웹 주소를 URL 목록에 배치한다.
IWF URL 목록 외에도 IWF는 아동 성적 학대 이미지의 온라인 확산을 막기 위해 인터넷 회사에서 사용할 수 있는 많은 서비스를 개발했다.
IWF는 전 세계 경찰, 정부, 공공 및 인터넷 기업과 비공식 파트너십을 운영하고 있다. 원래 온라인 아동 음란물로 의심되는 경찰을 위해 설립된 IWF의 임무는 나중에 범죄적으로 음란한 자료를 포괄하도록 확대되었다.
IWF는 '아동 포르노'라는 용어에 대해 강력한 입장을 취하고 웹 사이트에서 "우리가 다루는 이미지와 비디오의 심각성을 반영하기 위해 아동 성적 학대라는 용어를 사용한다. 아동 포르노, 아동 포르노 및 아동 포르노는 허용되지 않는다."고 밝혔다.
IWF는 통합 자선 단체로, 보증 범위가 제한되며 ISP, 휴대전화 사업자, 인터넷 무역 협회, 검색 엔진, 하드웨어 제조업체, 소프트웨어 제공업체 등 영국 통신 서비스 제공업체의 자발적 기부금으로 자금을 대부분 지원받는다. 또한 현재 UK 세이퍼 인터넷 센터(UK Safer Internet Centre)의 1/3을 구성하여 유럽 연합으로부터 자금을 지원받고 있다.
IWF는 독립적인 의장, 6명의 비업계 대표, 3명의 업계 대표, 인권 전문인으로 선출된 1명의 독립 대표로 구성된 이사회에 의해 운영된다. 이사회는 IWF가 목표를 달성할 수 있도록 IWF의 임무, 전략, 정책 및 예산을 모니터링하고 검토한다. IWF는 캠브리지 근처 비전 파크(Vision Park)의 사무실에서 운영된다.
이는 자선단체 지위를 받을 자격이 없는 비효율적인 콴고, 과도한 수의 오탐지 생성, 절차의 비밀성, 영국 전체 인터넷의 응답 시간을 저하시킨 정책의 열악한 기술 구현으로 인해 비판을 받았다.
IWF는 영국에서 호스팅되는 전 세계 아동 성적 학대 이미지의 비율을 1996년 18%에서 2018년 0.04%로 줄이는 데 성공했다고 주장한다.